# Cinéma libérien
Le cinéma du Libéria, ou cinéma libérien, fait référence à l'industrie cinématographique du Libéria. Le cinéma libérien joue un rôle important dans la culture libérienne et prospère ces dernières années après la guerre civile.
Le cinéma libérien est affecté par la guerre civile, lorsque le dernier cinéma a est fermé dans les années 1990 . La capitale du Libéria, Monrovia, compte trois cinémas, dont un seul existe encore aujourd'hui. Depuis la fin de l' épidémie d'Ebola, le premier cinéma d'art et d'essai du pays devait être ouvert et exploité par Kriterion Monrovia, après la levée de l'interdiction des rassemblements,.